# Wignacourt Towers

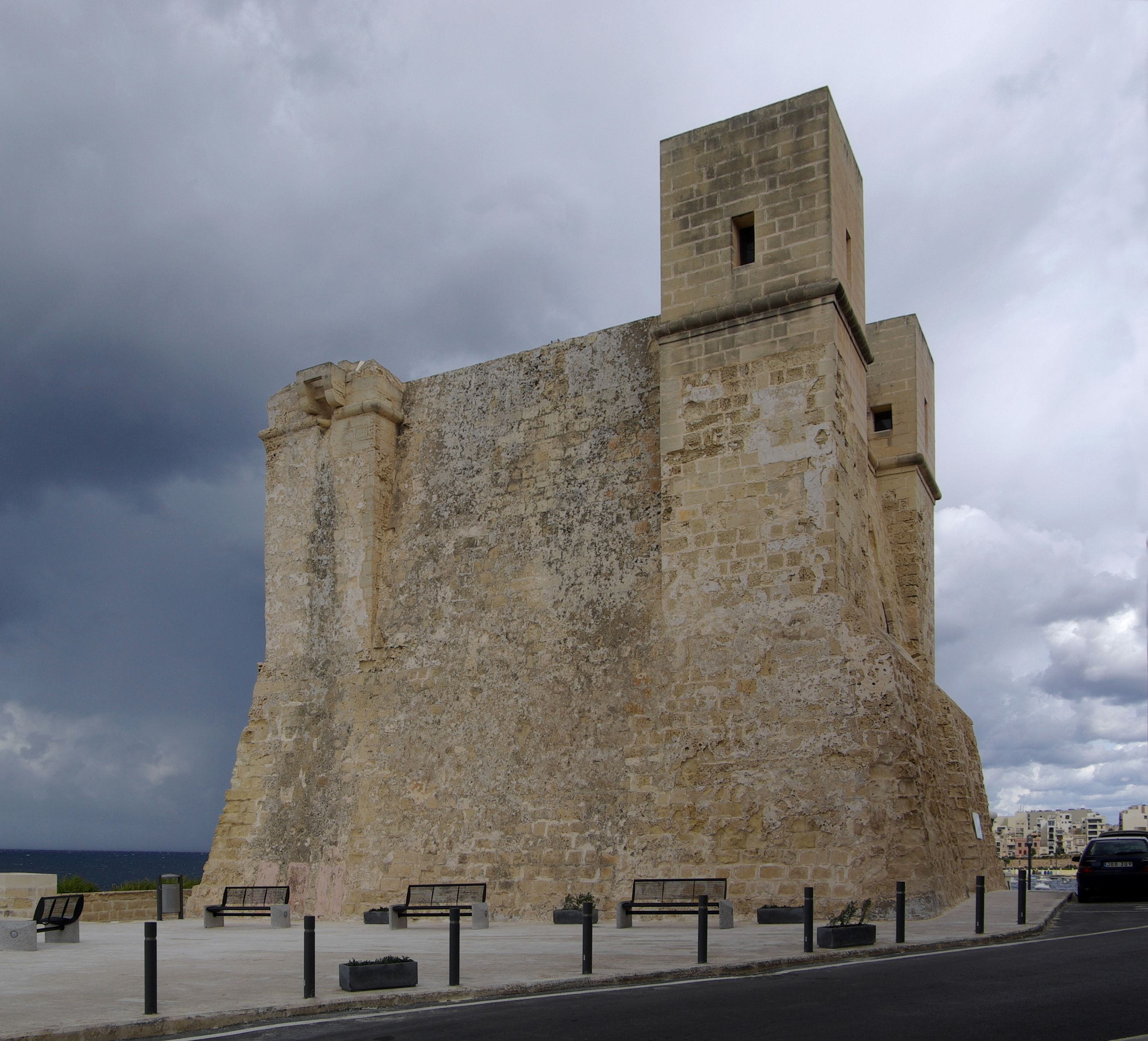
Der St. Paul’s Bay Tower

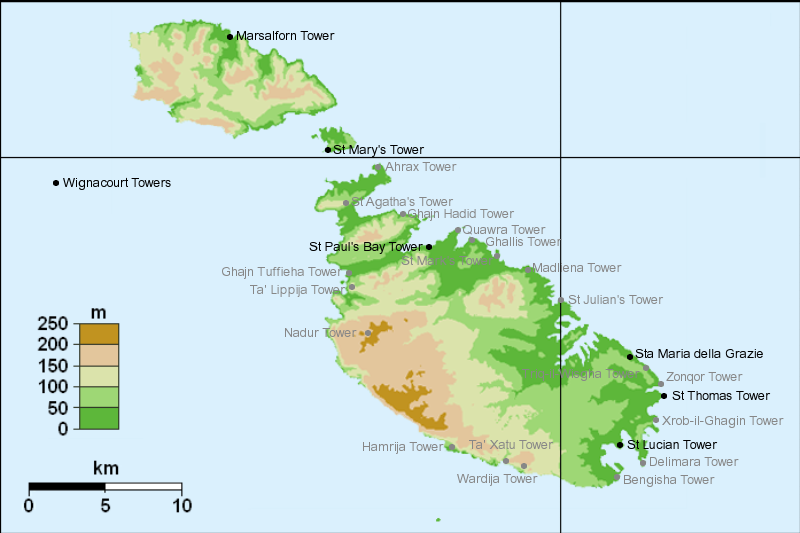
Wignacourt Towers

Die Wignacourt Towers sind eine Reihe von sechs Befestigungsanlagen auf Malta, die während der Herrschaft des Großmeisters Alof de Wignacourt von 1605 bis 1620 erbaut worden sind. Nach ihm werden diese Türme benannt. Von den Türmen sind vier erhalten geblieben.
Mit mehreren Geschützen armiert, sollten sie Anlandungen einzelner Korsarenschiffe, aber auch kleinerer Flottenverbände verhindern. Eine weitere Aufgabe war die Überwachung der Küsten und der vorgelagerten Seegebiete und die Alarmierung der Garnisonen des Ordens in Valletta und an anderen Orten der Insel. Dazu wurden die Türme in Sichtweite zueinander errichtet. Wenn das nicht möglich war, wurden andere Gebäude als Relaisstationen für die Signalübermittlung genutzt. Ein nahezu lückenloses Kommunikationsnetz konnte aber erst mit dem Bau der Lascaris- und de Redin Towers installiert werden.
Die Türme sind weitgehend nach einem einheitlichen Prinzip aufgebaut. Bei einem quadratischen Grundriss hatten sie eine Seitenlänge von ungefähr 25 bis dreißig Metern. Im Untergeschoss befanden sich ein oder zwei Lagerräume, im ersten Stockwerk Unterkünfte für die Besatzung. Die Räume hatten Tonnengewölbe. Der Zugang erfolgte über eine Zugbrücke zum ersten Stockwerk. Teilweise wurden auch nur einstöckige Türme gebaut. Das Dach war flach und mit einer Brustwehr versehen, hinter der Kanonen aufgestellt wurden. Vom Dach aus konnten bei Tag und Nacht Signale abgegeben werden. Dazu wurde nachts ein Leuchtfeuer entzündet. Die Ecken der Türme waren als kleine Türmchen bis über den Rand der Brustwehr hochgezogen. Teilweise wurden diese Türmchen als Bastionen ausgebildet. Der Beobachtungsposten war normalerweise durch ein aufgesetztes Türmchen vor Wind und Wetter geschützt. Teilweise besaßen die Türme noch Wehrerker. Die grundsätzliche Konstruktion der Türme wird vielfach dem maltesischen Architekten Vittorio Cassar zugeschrieben.
Folgende Türme wurden errichtet:
- 1605 – St Martin’s Tower[2]
- 1609 – St Paul’s Bay Tower[2]
- 1610 – St Lucian Tower[2]
- 1614 – St Thomas Tower[2]
- 1616 – Marsalforn Tower[2]
- 1618 – St Mary’s Tower[2]
- 1620 – Santa Maria delle Grazie Tower[2]

Ein Teil der Türme wurde ab 1710 mit zusätzlichen, vorgelagerten Batterien versehen und so den moderneren Anforderungen angepasst. Die ersten vier Türme sind erhalten geblieben. Der Turm in Marsalforn stürzte bereits 1716 in sich zusammen, da er zu nahe am Rand der Klippe erbaut worden war.
Während der britischen Kolonialherrschaft wurden diese Türme anfänglich noch genutzt. Captain Dickens schlug 1813 vor, die Türme zu verstärken und die Küstenbefestigungen des Ordens auszubauen. Diese Pläne gelangten jedoch nicht zur Ausführung. 1828 schlug Captain Jones von den Royal Engineers den Abbruch aller Türme vor. Er begründete seinen Vorschlag damit, dass die Türme einem Beschuss mit moderner Artillerie nicht lange standhalten würden, ein Ausbau jedoch zu aufwändig wäre. Der bauliche Zustand der Türme hatte sich in den zurückliegenden Jahren verschlechtert, einige waren in einem ruinösen Zustand, andere bedurften der Instandsetzung. 1832 verfügte Colonel Morshead, Chief Royal Engineer, den Abbruch aller Türme. Letztendlich wurde von einem Abriss Abstand genommen und drei der Türme wurden an die lokalen Behörden übergeben. Lediglich St Lucian und St Thomas verblieben in der Hand des britischen Militärs und wurden von diesem weiter genutzt. Santa Maria delle Grazie wurde 1888 für den Bau der Delle Grazie Battery abgebrochen.
Dass diese Türme von den Rittern des Ordens an militärisch bedeutenden Orten angelegt worden sind, bezeugt die Tatsache, dass sich in ihrer Nähe vielfach militärische Anlagen befinden, die vor und während des Zweiten Weltkrieges errichtet wurden.
Eine Besonderheit stellt der St Agatha’s Tower, wegen seines Anstrichs auch Red Tower genannt, dar. Er wurde erst 1649, also nach der Regierungszeit Wignacourts erbaut. In seiner Konstruktion folgt er jedoch den Wignacourt Towers und wird deshalb in der Literatur gelegentlich diesen zugerechnet.

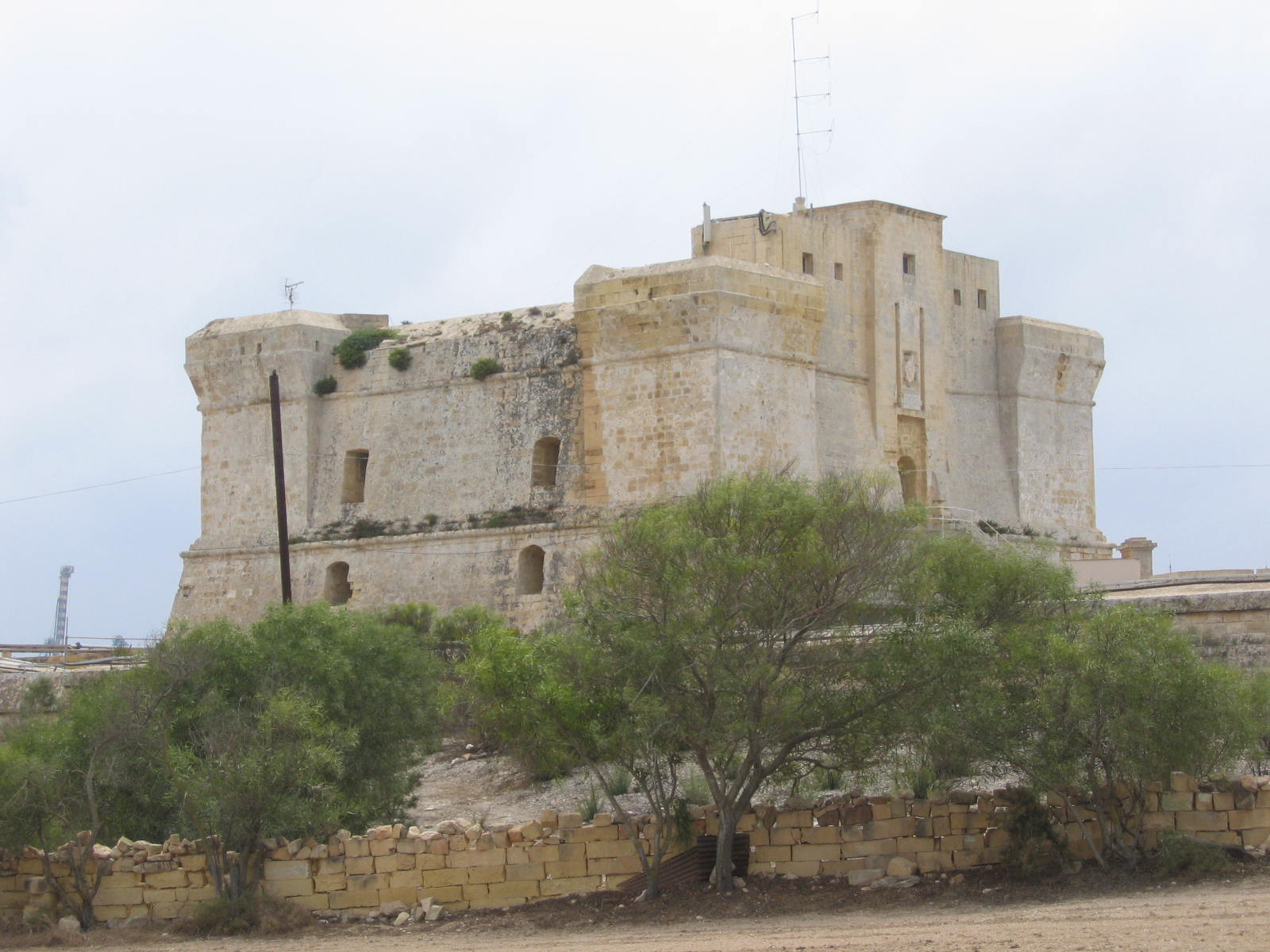
St Lucian Tower
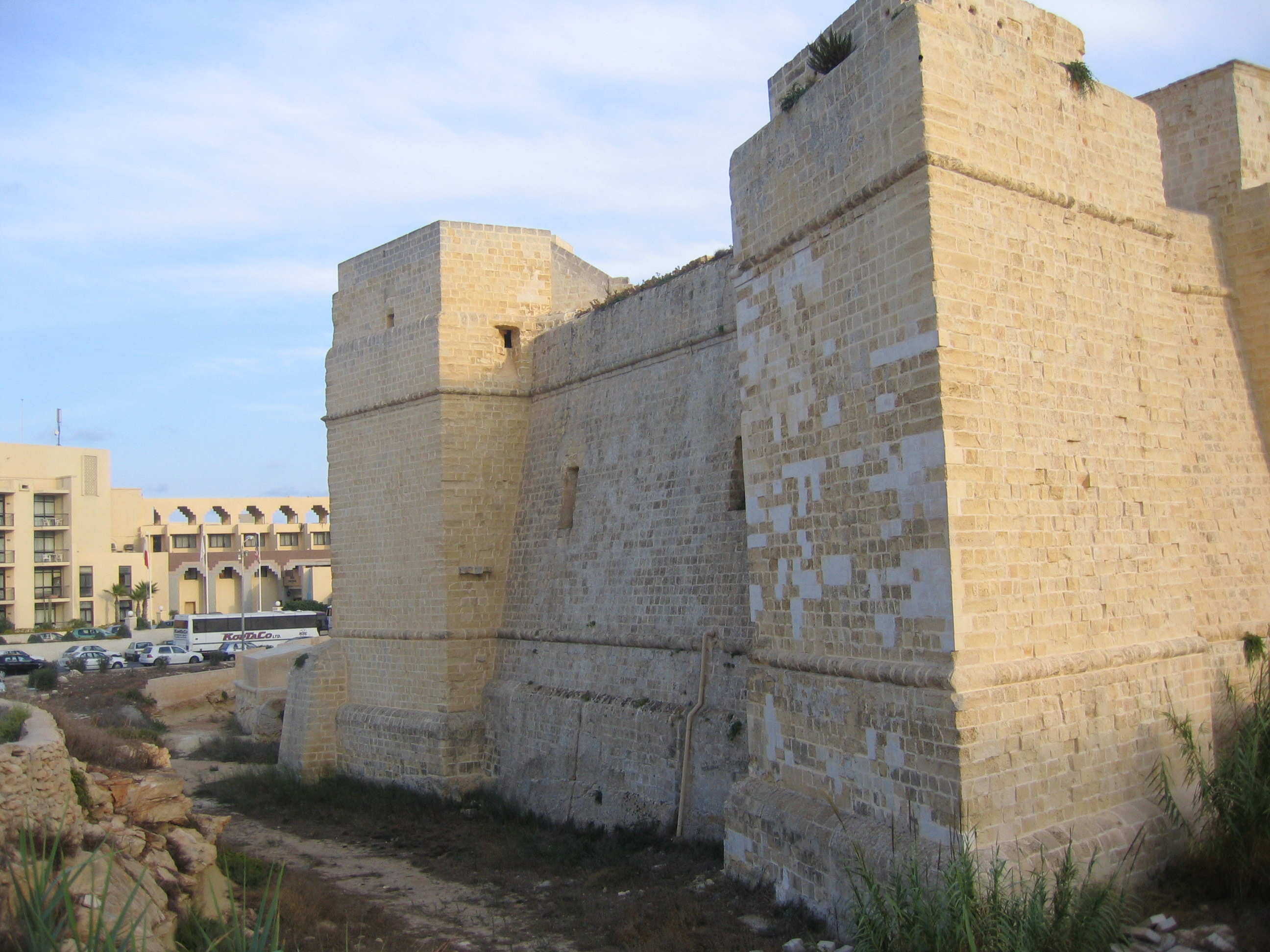
St Thomas Tower
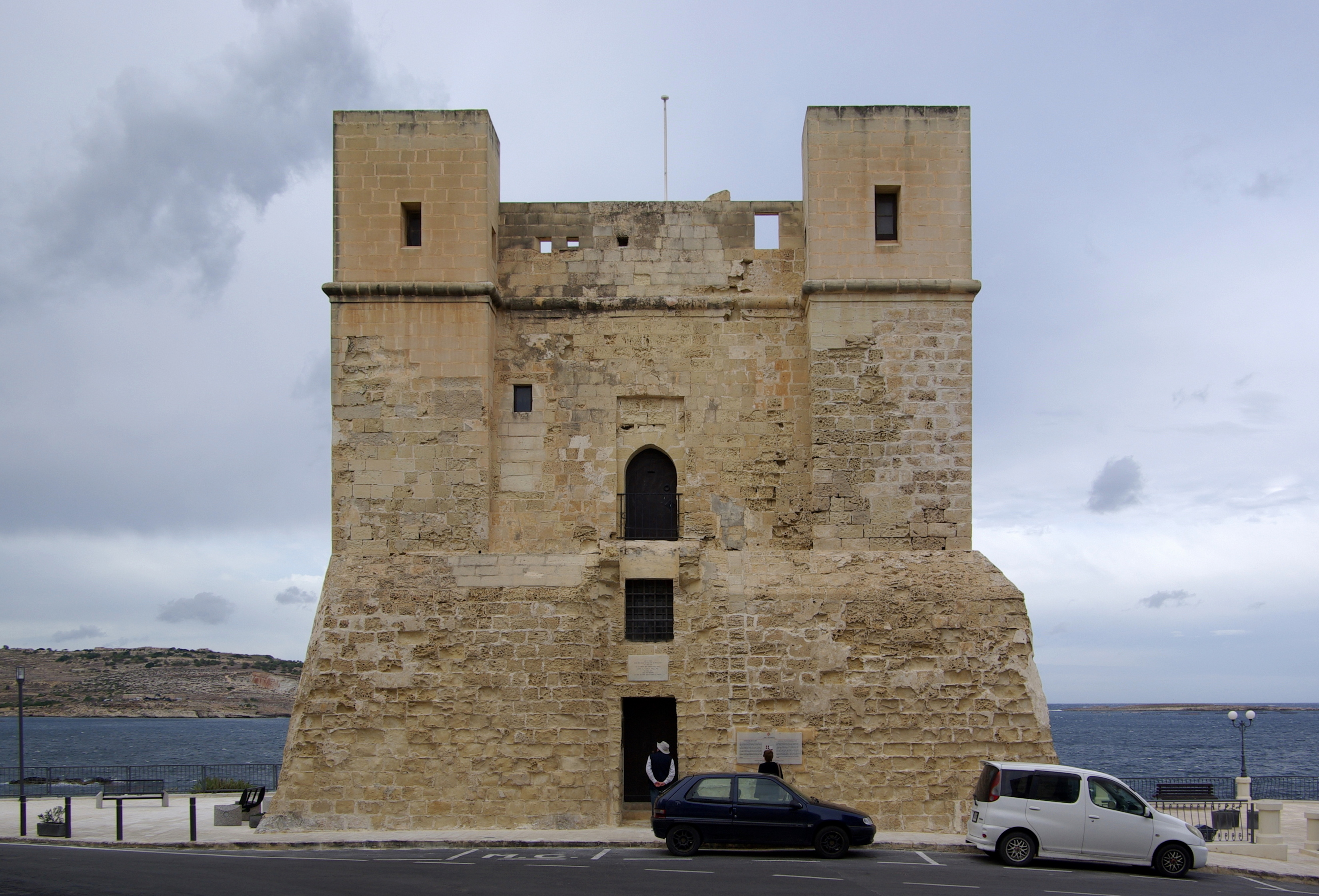
St Paul’s Bay Tower
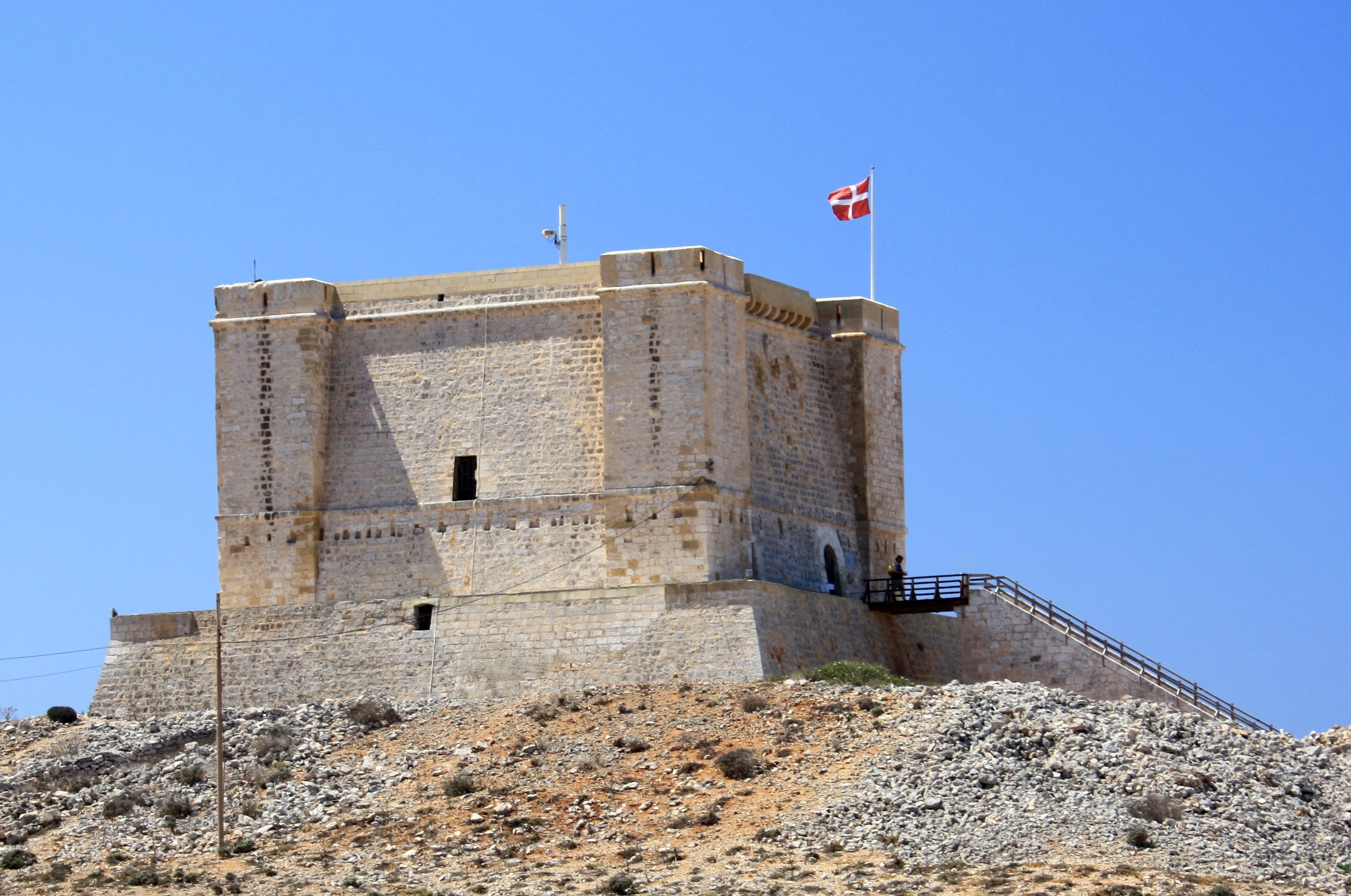
St Mary’s Tower